# المركز الوطني للفنون المسرحية (بكين)

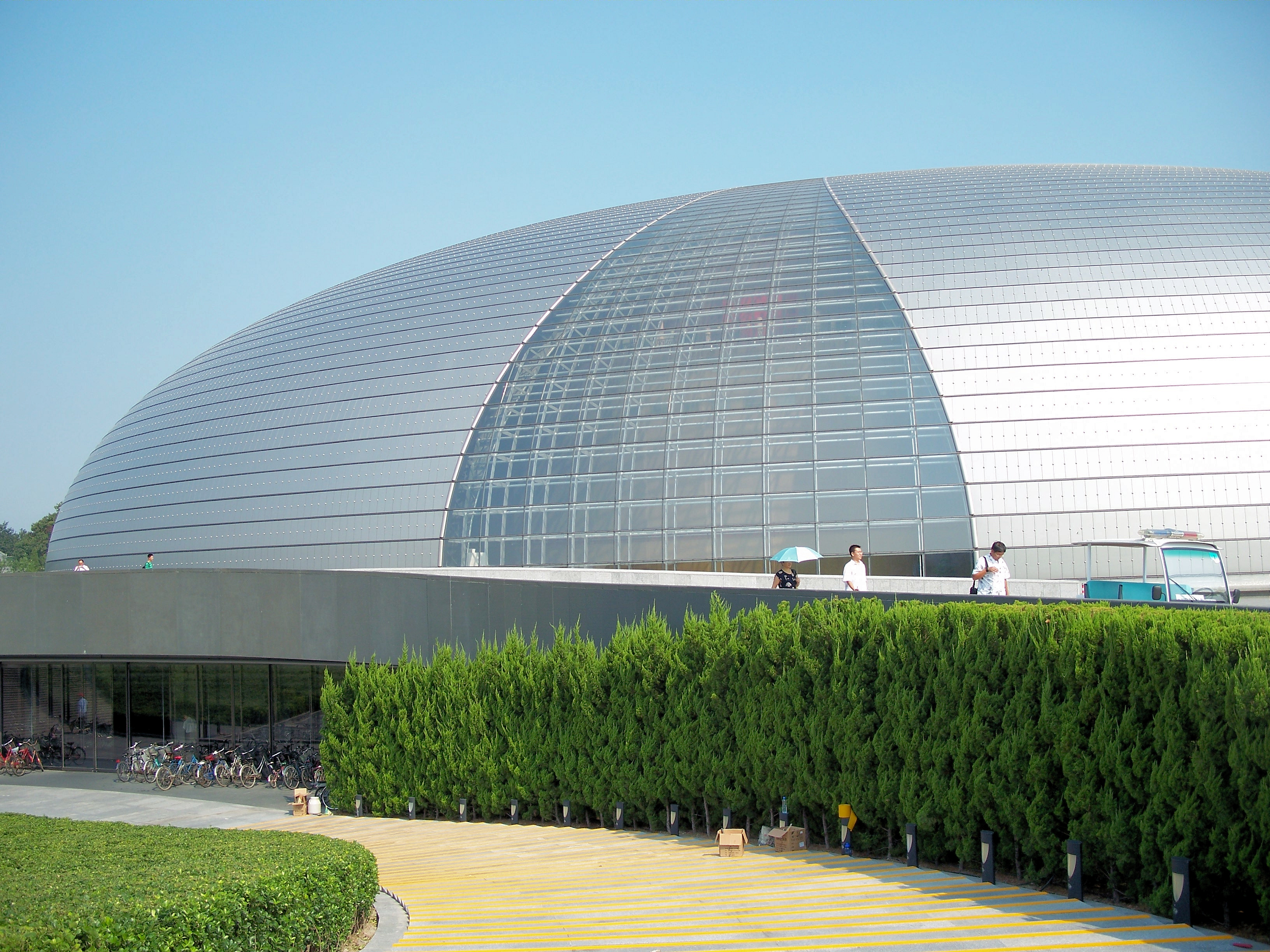
جانب من المبنى

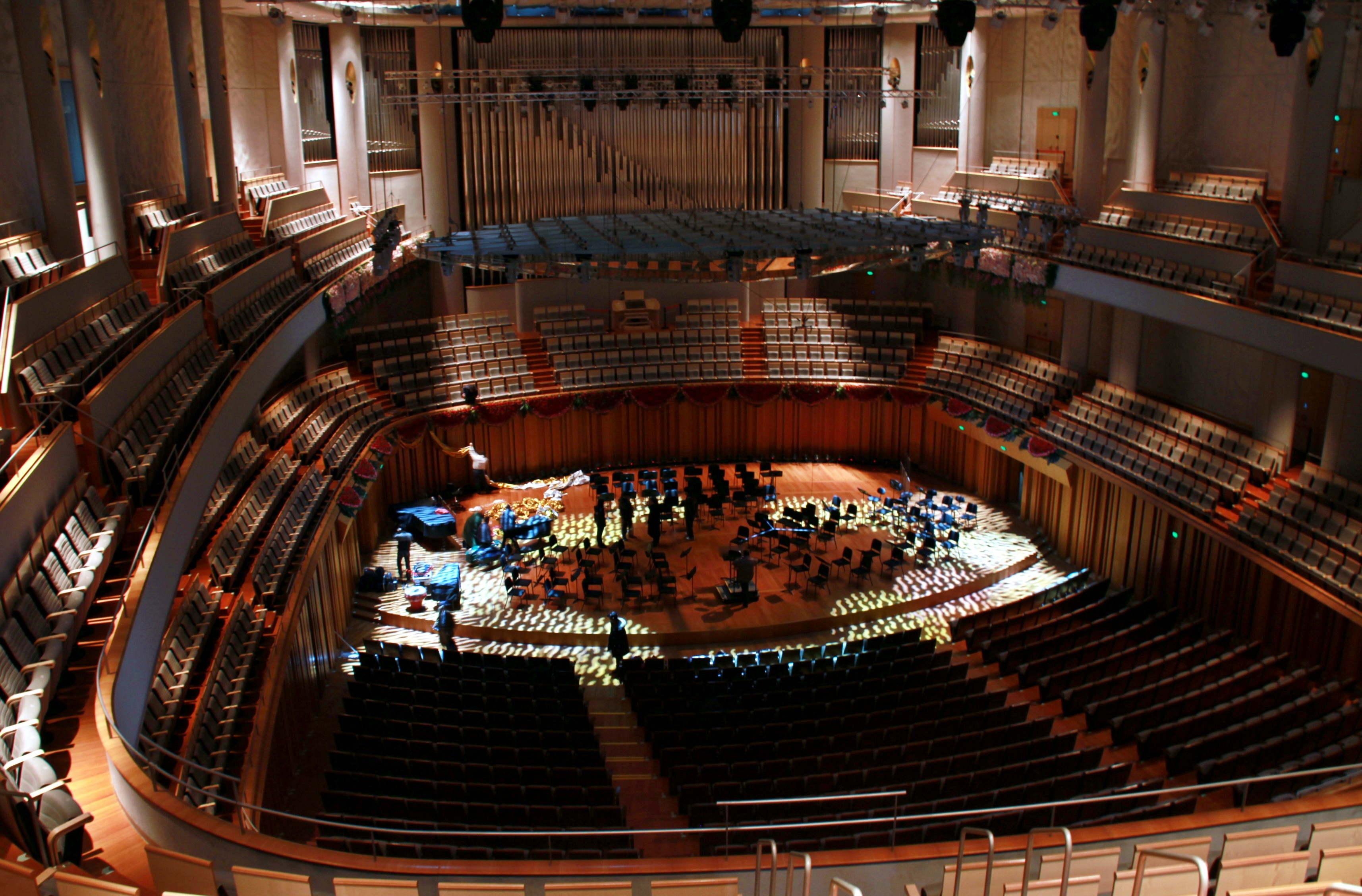
قاعة الحفلات الموسيقية في المبنى

المركز الوطني للفنون المسرحية (قديما: المسرح الوطني الكبير ) هو مبنى يقع في العاصمة الصينية بكين على مساحة 000 200 م²، فيها قاعة أوبرا ذات 416 2 مقعد، وقاعة حفلات موسيقية ذات 017 2 مقعد، وقاعة مسرح ذات 040 1 مقعد. محليا يسمى المبنى أوبرا بكين و البيضة.
يقع المبنى في قلب المنطقة التاريخية لبكين، غرب ساحة تيان آن من. و قد أشرف على بنائه المهندس الفرنسي بول أندرو، حيث يتكون المبنى من قبة ضخمة مصنوعة من التيتانيوم والزجاج في شكل إهليجي يوحي الناظر بأنه علامة يين ويانغ، و محاط ببحيرة اصطناعية.
تم البدء في بناء المبنى في ديسمبر 2001 و تم افتتاحه رسميا في ديسمبر 2007.

## روابط خارجية
- الموقع الرسمي للمركز الوطني للفنون المسرحية في بكين.
- الموقع الرسمي للمهندس بول أندرو.